# Rypin (gmina wiejska)

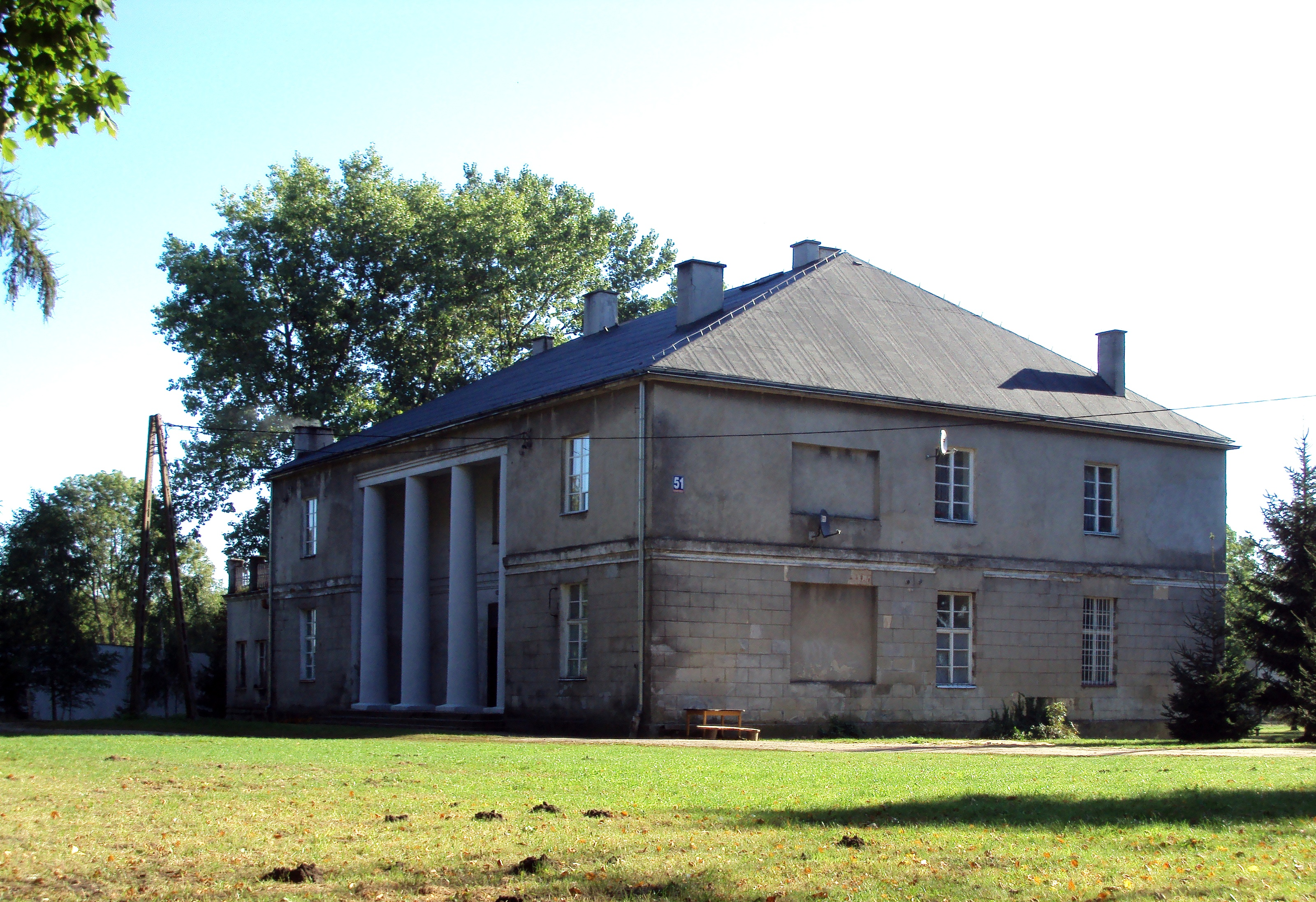
Pałac w Sadłowie

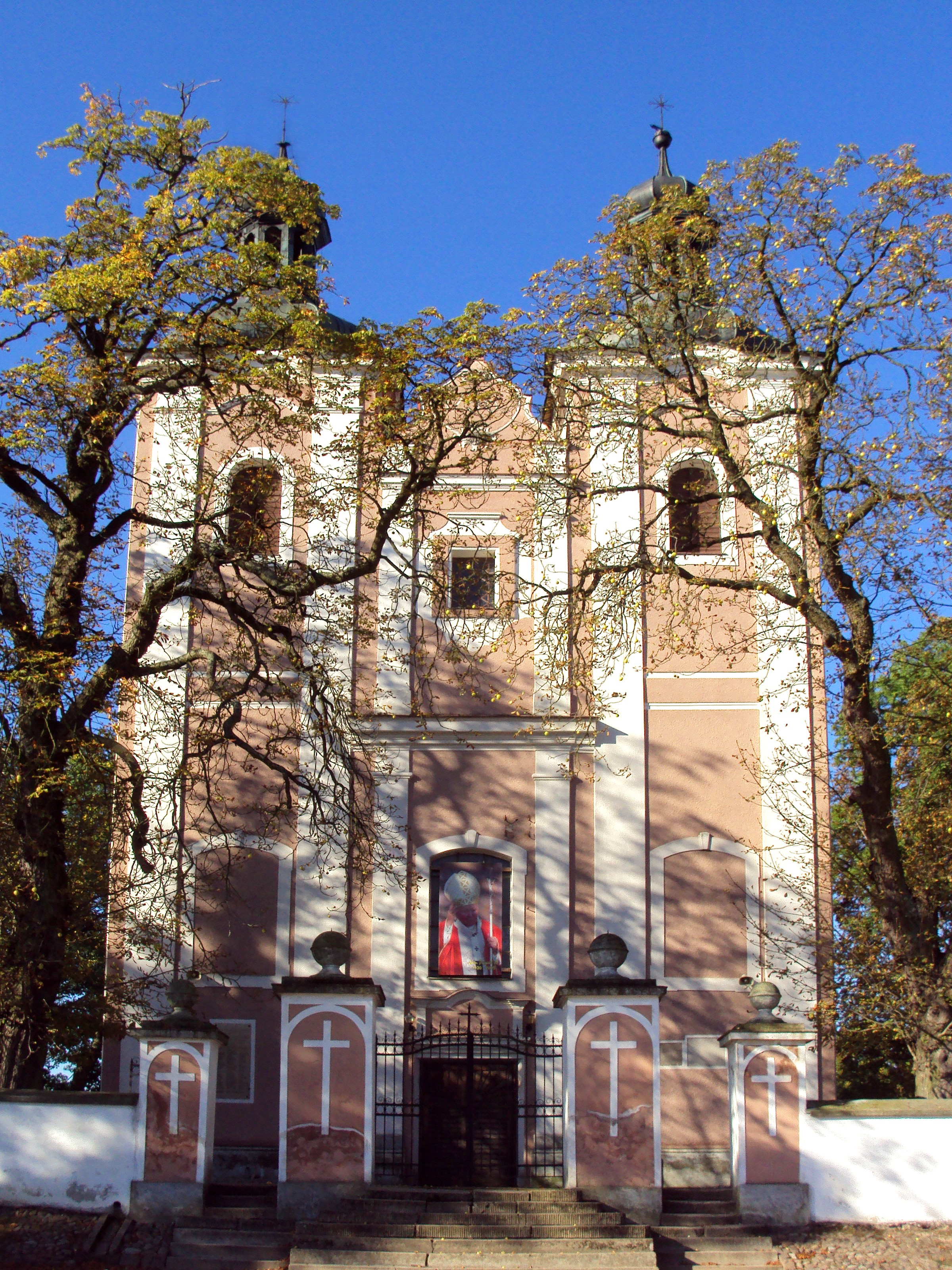
Kościół św. Jana Chrzciciela w Sadłowie

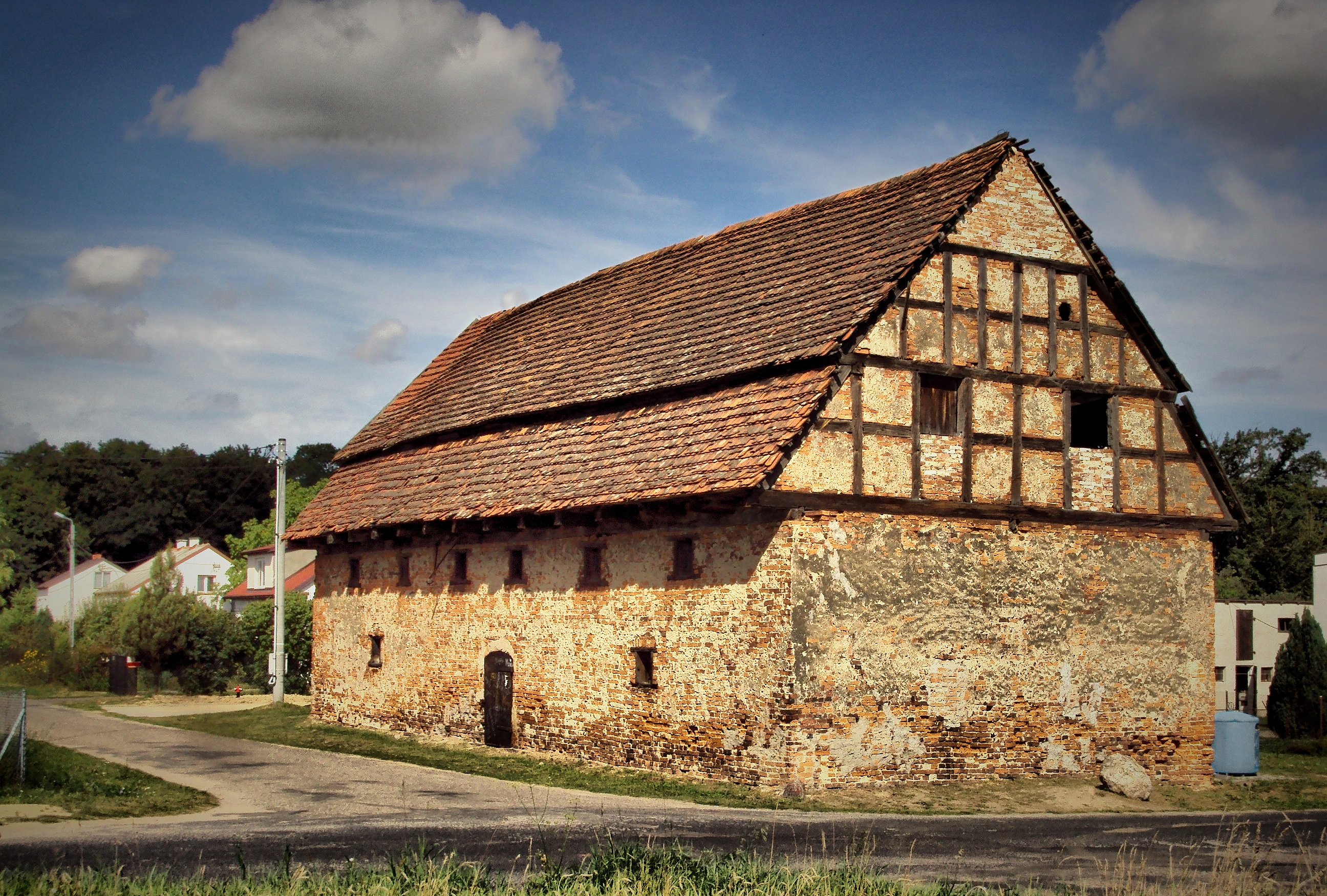
Spichlerz w Rusinowie

Rypin – gmina wiejska w województwie kujawsko-pomorskim, w powiecie rypińskim. W latach 1975–1998 gmina położona była w województwie włocławskim.
Siedziba gminy znajduje się w Rypinie.
Według danych z 30 czerwca 2004 gminę zamieszkiwały 7473 osoby. Natomiast według danych z 31 grudnia 2017 roku gminę zamieszkiwały 7503 osoby.

## Historia
Przedwojennymi poprzedniczkami wiejskiej gminy Rypin były gmina Starorypin i gmina Pręczki, które powstała w 1867 roku w powiecie rypińskim w guberni płockiej. W okresie międzywojennym gminy te należały do powiatu rypińskiego w woj. warszawskim. 1 kwietnia 1938 wraz z całym powiatem rypińskim przeniesiono je do woj. pomorskiego.
Gmina wiejska Rypin pojawia się po raz pierwszy podczas II wojny światowej. 24 października 1940 utworzono ją pod nazwą  Rippin-Land (od 1941 jako Rippin (Westpr.)-Land) z obszarów zniesionych gmin Starorypin i Pręczki. Do gminy Rippin-Land przyłaczono również gromady Cetki, Długie i Warpalice z przedwojennej gminy Wąpielsk, gromadę Zakrocz z przedwojennej gminy Czermin oraz gromadę Sumówko z przedwojennej gminy Osiek, natomiast należące przed wojną do gminy Starorypin gromady Kłuśno, Michałki i Tadajewo włączono do gminy Osiek (Lindenschanz).
Po wojnie, dekretem PKWN z 21 sierpnia 1944 o trybie powołania władz administracji ogólnej I i IIj instancji, uchylono wszelki zmiany w podziale administracyjnym państwa wprowadzone przez okupanta (art. 11), w związku z czym gmina Rypin została zniesiona. Jednak niektóre zmiany w podziale administracyjnym powiatu rypińskiego wprowadzone podczas wojny utrzymywały się w praktyce także po wojnie. Było to praktykowane do tego stopnia, że Wojewoda Pomorski wydał 22 kwietnia 1950 specjalne ogłoszenie informujące o powróceniu do stanu administracyjnego z 1 września 1939, choć w praktyce nadal stosowano zarówno nazewnictwo jak i skład gmin wprowadzony przez okupanta; ponadto przedwojenną gminę Starorypin nazywano w oficjalnych publikacjach gminą Strzygi. Brak konsensusu trwał do jesieni 1954, kiedy to formalnie zniesiono gminy wiejskie w  miejsce gromad.
Dopiero gmina wiejska utworzona w 1973 roku nazywa się formalnie Rypin.

## Struktura powierzchni
Według danych z roku 2002 gmina Rypin ma obszar 131,94 km², w tym:
- użytki rolne: 84%
- użytki leśne: 7%

Gmina stanowi 22,47% powierzchni powiatu.

## Demografia

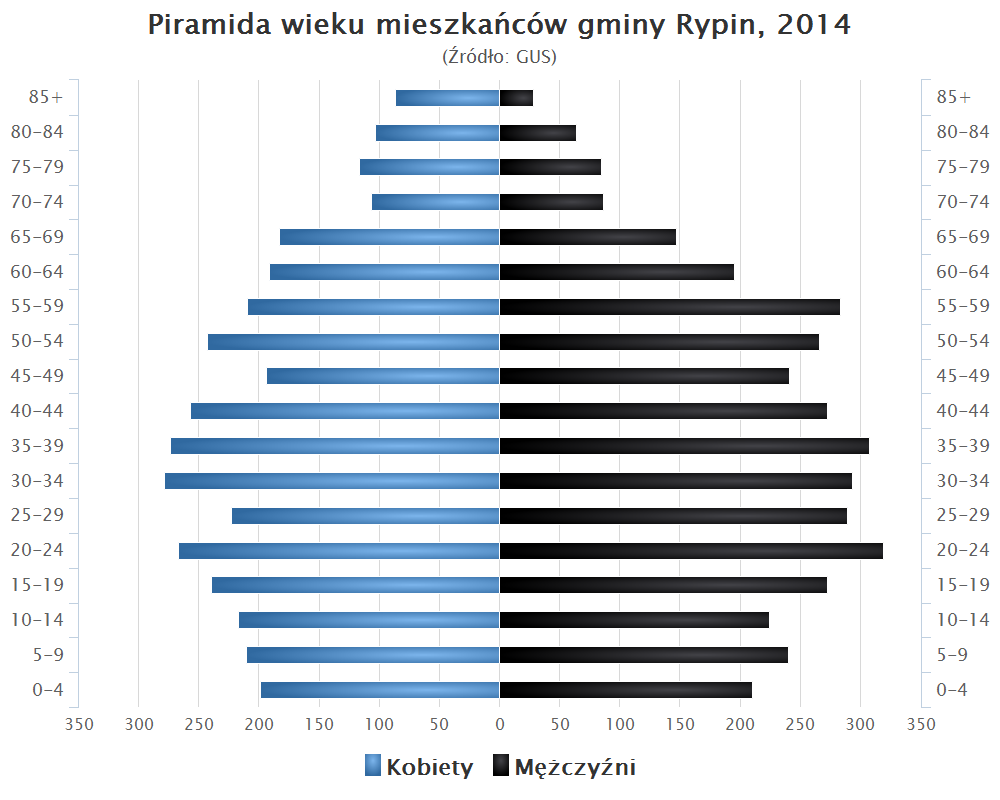
Piramida wieku mieszkańców gminy Rypin w 2014 roku

Dane z 30 czerwca 2004:
| Opis                              | Ogółem | Ogółem | Kobiety | Kobiety | Mężczyźni | Mężczyźni |
| --------------------------------- | ------ | ------ | ------- | ------- | --------- | --------- |
| jednostka                         | osób   | %      | osób    | %       | osób      | %         |
| populacja                         | 7473   | 100    | 3680    | 49,2    | 3793      | 50,8      |
| gęstość zaludnienia (mieszk./km²) | 56,6   | 56,6   | 27,9    | 27,9    | 28,7      | 28,7      |

## Zabytki
Wykaz zarejestrowanych zabytków nieruchomych na terenie gminy:
- zespół dworski w Rusinowie, obejmujący: ruiny dworu z połowy XIX; park, nr 207/A z 02.06.1986 roku
- zespół kościelny parafii pod wezwaniem św. Jana Chrzciciela w Sadłowie, obejmujący: kościół z lat 1752-56; dzwonnicę z 1885; cmentarz przykościelny z XVIII w.; ogrodzenie z bramkami z XIX w., nr A/189 z 1.09.2004 roku
- zespół pałacowy w Sadłowie, obejmujący: pałac z przełomu XVIII/XIX w. (nr 75/23 z 01.12.1967); park (nr 288/A z 24.02.1992)
- zespół dworski z drugiej połowy XIX w. w Starorypinie Prywatnym, obejmujący: rządcówkę; spichrz z 1917; czworak; park, nr 285/A z 27.09.1991 roku.

## Sołectwa
Balin, Borzymin, Cetki, Czyżewo, Dębiany, Dylewo, Głowińsk, Godziszewy, Jasin, Kowalki, Kwiatkowo, Linne, Marianki, Podole, Puszcza Rządowa, Rusinowo, Rypałki Prywatne, Sadłowo, Nowe Sadłowo, Sikory, Starorypin Prywatny, Starorypin Rządowy, Stawiska, Stępowo, Zakrocz.

## Pozostałe miejscowości
Iwany, Ławy, Puszcza Miejska, Rakowo, Sadłowo-Rumunki.

## Sąsiednie gminy
Brzuze, Osiek, Rogowo, Rypin (miasto), Skrwilno, Świedziebnia, Wąpielsk